# (4217) Engelhardt
(4217) Engelhardt est un astéroïde de la ceinture principale, ainsi nommé en l'honneur de Vassili Engelhardt.

## Description
(4217) Engelhardt est un astéroïde de la ceinture principale. Il fut découvert le 24 janvier 1988 à l'Observatoire Palomar par Carolyn S. Shoemaker. Il présente une orbite caractérisée par un demi-grand axe de 2,31 UA, une excentricité de 0,21 et une inclinaison de 23,1° par rapport à l'écliptique.

## Compléments